# تیمبرلن (لوئیزیانا)
تیمبرلن (به انگلیسی: Timberlane) شهری در ایالت لوئیزیانا کشور ایالات متحده آمریکا است که جمعیت آن در سرشماری سال ۲۰۱۰ میلادی، ۱۰٬۲۴۳ نفر بوده‌است.